# Rue de l'Église (Neuilly-sur-Seine)
Pour les articles homonymes, voir Rue de l'Église.
La rue de l'Église est une voie publique de la commune de Neuilly-sur-Seine, dans le département français des Hauts-de-Seine.

## Situation et accès
Elle rencontre sur son trajet vers le sud-ouest, l'avenue Achille-Peretti puis la rue des Poissonniers.
Elle est accessible par la station de métro Pont de Neuilly.

## Origine du nom

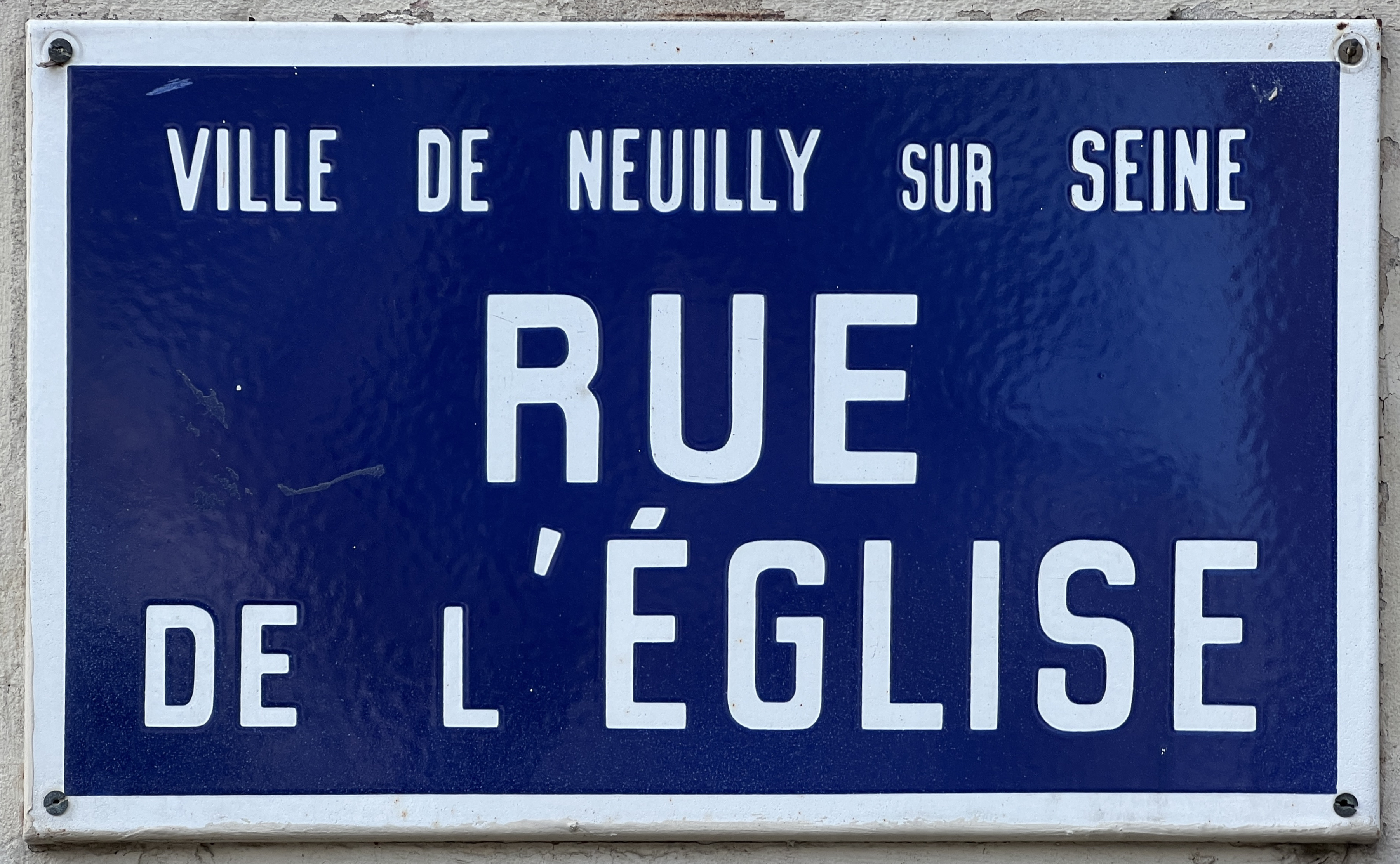
Plaque Rue de l'Église.

Le nom de cette rue provient de l'église Saint-Jean-Baptiste, première église de la ville, qu'elle longe sur toute sa longueur. En France, la rue de l'Église est l'odonyme le plus fréquent.

## Historique

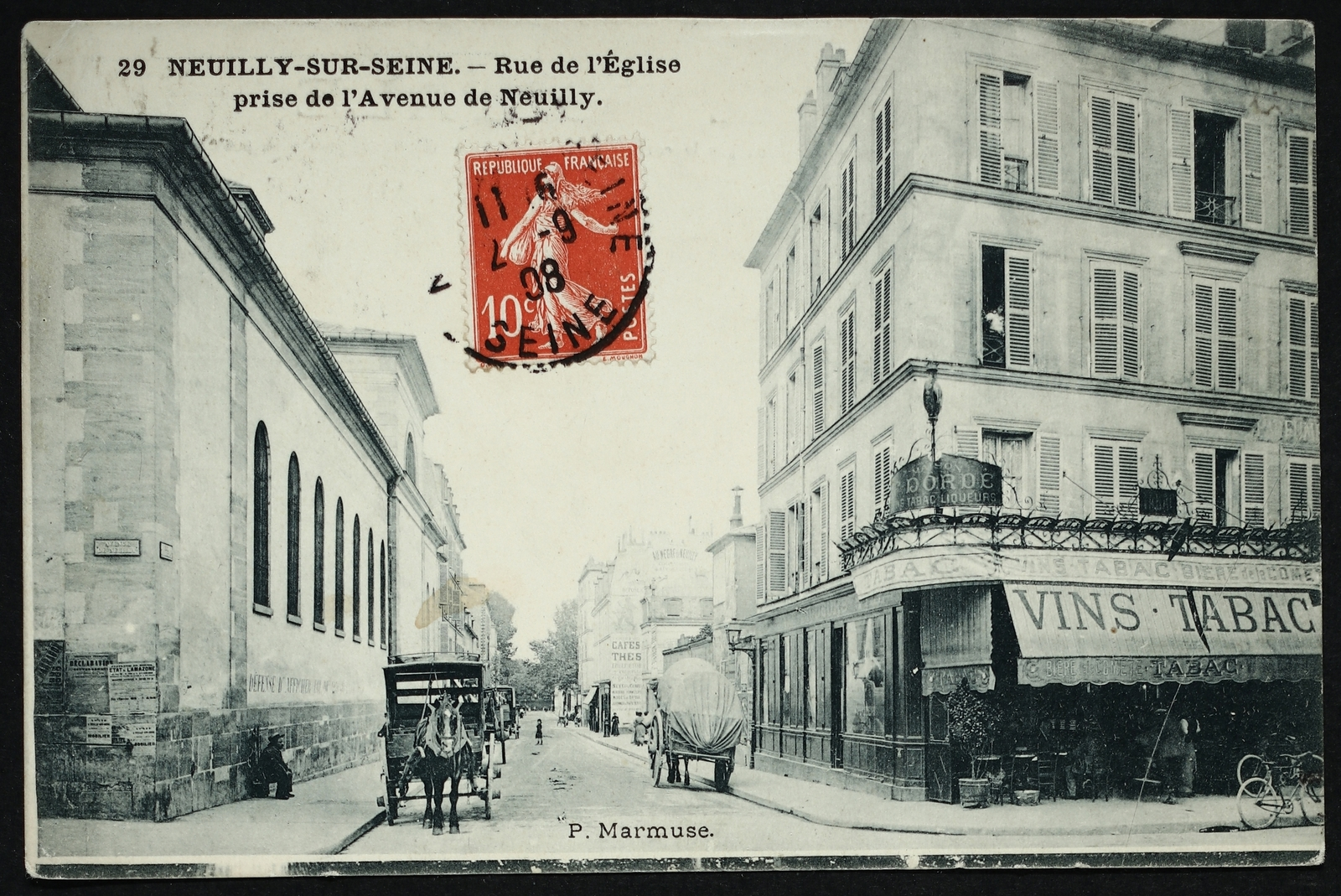
La rue de l'église prise de l'Avenue de Neuilly, vers 1910.

Bien que la construction de l'église ne remonte qu'au début du XIXe siècle, une chapelle dédiée à saint Jean-Baptiste existait à cet emplacement dès le milieu du XVIe siècle, ce dont on peut inférer l'ancienneté de cette voie.

## Bâtiments remarquables et lieux de mémoire
- Église Saint-Jean-Baptiste, construite en 1831.
- Couverture Madrid, dalle urbaine qui recouvre un segment de l'avenue Charles-de-Gaulle.
- Au no 20, immeuble de bureaux construit au début des années 1970[2].